# Synagoga Tiferes Yisroel w Baltimore
Synagoga Tiferes Yisroel w Baltimore – jest to synagoga ortodoksyjna położona w amerykańskim mieście Baltimore. Obecnym rabinem oraz liderem lokalnej wspólnoty żydowskiej jest, Menachem Goldberger.
Synagoga została założona w 1986 roku przez lokalną społeczność Chasydów, ortodoksyjnych Żydów. Jednym z założycieli synagogi był rabin Shlomo Twerski, bliski przyjaciel oraz nauczyciel rabina Goldbergera. 
W 2004 rabin wraz z lokalną grupą kworów modlitewnych wydał płytę "Lecha Dodi", która zawiera liczne utwory i pieśnie religijne w wykonaniu rabina.
Obecnie w synagodze odbywają się regularnie nabożeństwa oraz spotkania kworów modlitewnych. Władze synagogi niedawno rozpoczęły plan zachęcania uczestnictwa na nabożeństwa, wszystkich Żydów z rejonu Baltimore, głównie tych którzy nie zostali wychowani wierze ortodoksyjnego judaizmu a takich jego odłamów jak Baal teshuva oraz  koncesjonowanych na judaizm.